# Estação da Força Espacial de Cabo Canaveral
A Estação da Força Espacial de Cabo Canaveral (CCSFS) (em inglês:  Cape Canaveral Space Force Station) é um espaçoporto na costa leste dos Estados Unidos, pertencente ao Departamento de Defesa dos Estados Unidos. Localizada em Cabo Canaveral, no estado da Flórida, é subordinada à Base Aérea Patrick. A CCSFS é adjacente ao Centro Espacial John F. Kennedy, o Cabo Canaveral é usado atualmente para lançamentos de foguetes da NASA.
A estação foi designada, em 16 de abril de 1984, um distrito do Registro Nacional de Lugares Históricos bem como, na mesma data, um Marco Histórico Nacional.

## História

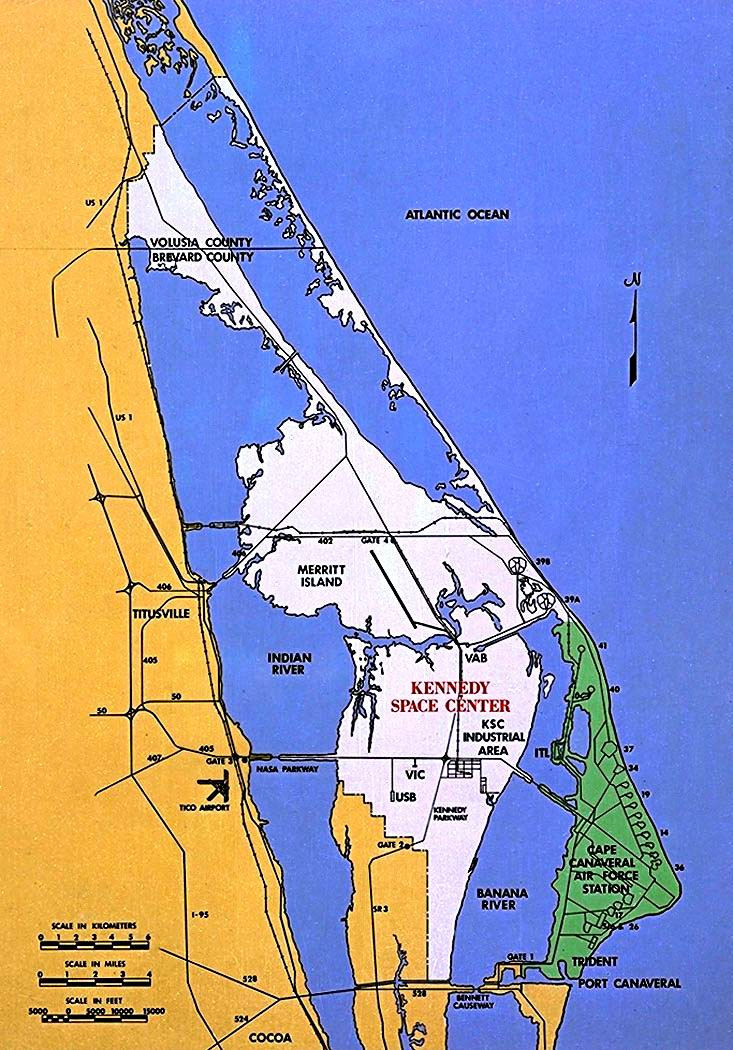
Estação da Força Aérea de Cabo Canaveral, mostrada em verde-escuro.

A área atualmente ocupada pela CCAFS tinha sido usada pelo governo desde 1949 quando o Presidente Harry S. Truman aprovou que esta área fosse usada para testes de mísseis. A localização era ideal para este propósito pois possibilitava lançamentos direcionados para o Oceano Atlântico, e era a parte do território nacional mais próxima do equador (quanto mais próximo do equador um foguete for lançado, mais ele pode aproveitar da velocidade linear inicial decorrente da rotação da Terra).
Em 1951 a Força Aérea dos Estados Unidos criaram o Centro de Testes de Mísseis da Força Aérea 
nas proximidades da Estação Aérea Naval de Banana River. Em 1956 foram iniciados primeiros lançamentos de foguetes suborbitais no Cabo Canaveral.
Logo depois do lançamento do Sputnik pela URSS em 6 de dezembro de 1957, a NASA foi fundada, em 1958. A Força Aérea se encarregava de fazer os lançamentos de foguetes para a NASA a partir de CCAFS. Foguetes como o Redstone, Júpiter, Pershing, Polaris, Thor, Atlas, Titan e Minuteman foram todos testados no CCAFS e o foguete Thor foi escolhido como a base para um veículo lançador expansível (Explandable Launch Vehicle', ELV), o foguete Delta, o qual foi usado para lançar o satélite Telstar 1 em julho de 1962. Várias plataformas de lançamento—chamadas de "Complexos de Lançamento" ("Lauch Complex", em inglês; LC) -- foram construídas ao longo da costa para os foguetes Titan (plataformas LC-15, LC-16, LC-19 e LC-20) e Atlas (plataformas LC-11, LC-12, LC-13, LC-14). Os primeiros voos espaciais da NASA, Mercury e Gemini, foram preparados para lançamento a partir das plataformas de lançamento LC-5, LC-14 e LC-19 na CCAFS pelos técnicos da Força Aérea.
Em 1963, o nome da instalação mudou para Cape Kennedy Air Force Station, depois que a área geográfica mudou de Cape Canaveral para Cape Kennedy, ambos os nomes voltaram a ser Canaveral em 1973.
A Força Aérea decidiu expandir a capacidade dos veículos lançadores Titan para que pudessem transportar cargas maiores. Os complexos de lançamento LC-40 e LC-41 foram construídos para lançamento dos foguetes Titan III e Titan IV ao sul do Centro Espacial John F. Kennedy. Um foguete Titan III tinha praticamente a mesma capacidade do foguete Saturno IB, mas com um custo consideravelmente menor. Os complexos de lançamento LC-40 e LC-41 têm sido usados para lançamento de satélites militares de reconhecimento (satélites espiões), satélites de comunicação e meteorológicos, bem como missões espaciais da NASA. A Força Aérea chegou a planejar lançar dois projetos espaciais, a partir dos complexos LC-40 e LC-41. Um era o projeto de um avião-foguete orbital, cancelado em 1963, e o outro era o de uma estação espacial militar de reconhecimento, cancelada em 1969.
No período 1974-1977 o poderoso foguete Titan-Centaur tornou-se o novo veículo lançador de grandes cargas da NASA, colocando em órbita as sondas Viking e Voyager a partir do complexo de lançamento LC-41. Pouco tempo depois, o LC-41 tornou-se a plataforma de lançamento para o mais poderoso foguete dos Estados Unidos, o Titan IV, desenvolvido pela Força Aérea.
Os complexos de lançamento LC-37 e LC-41 foram modificados e adaptados para lançamento dos veículos lançadores Delta IV e Atlas V, respectivamente. Estes novos veículos lançadores substituirão todos os anteriores foguetes Delta, Atlas e Titan.

## Galeria de imagens

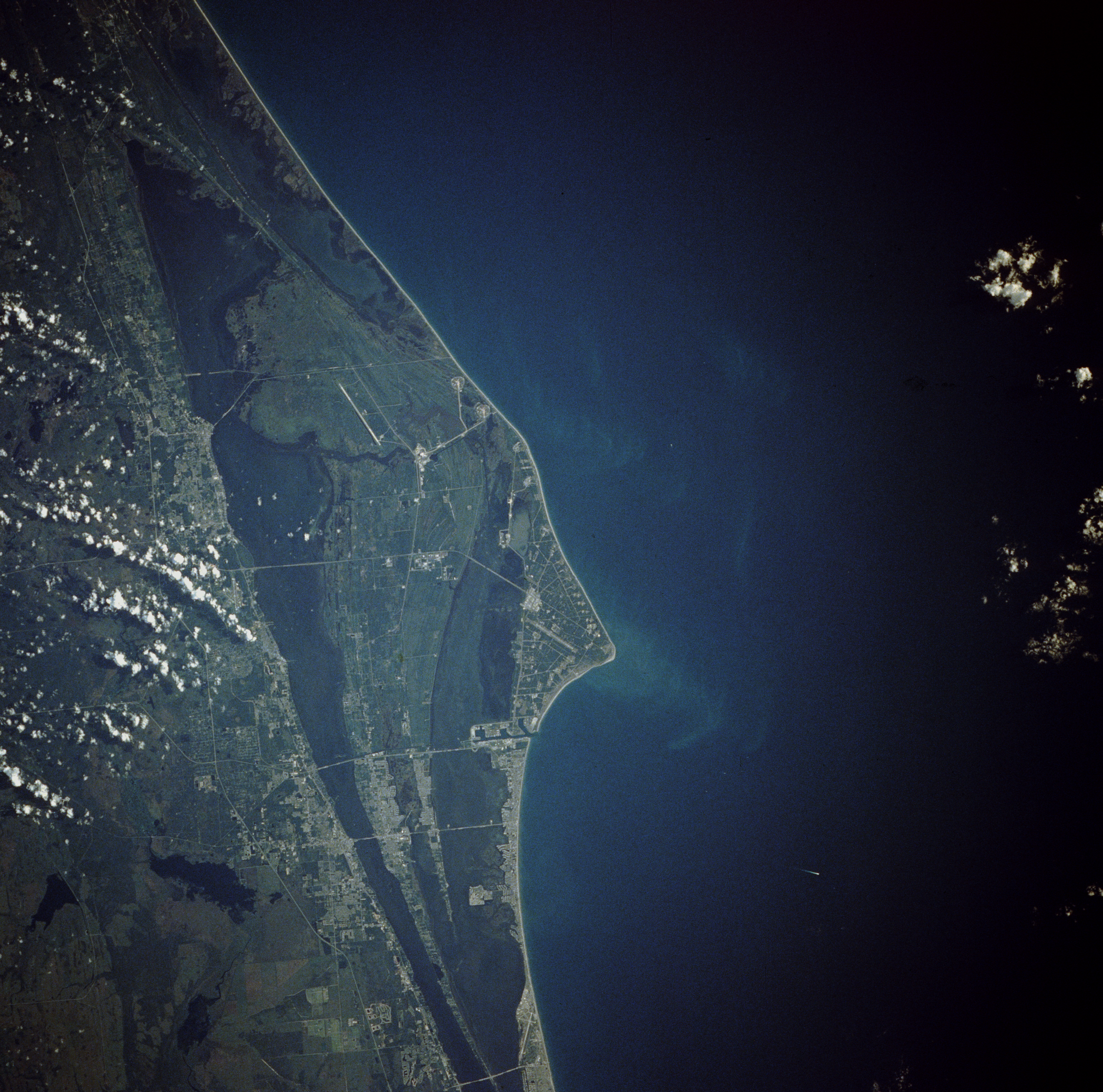
Imagem de Cabo Canaveral. Foto tirada do espaço.